# Luis Miranda Rivera

Wappen von Luis Miranda Rivera

Luis Francisco Miranda Rivera OCarm (* 24. Januar 1954 in Santurce) ist ein puerto-ricanischer Ordensgeistlicher und römisch-katholischer Bischof von Fajardo-Humacao.

## Leben
Luis Miranda Rivera trat nach dem Abschluss der Oberschule der Ordensgemeinschaft der Karmeliten bei. Er studierte Philosophie an der Universität von Puerto Rico am Camous Bayamón und Theologie an der Päpstlichen Universität Salamanca. Am 15. August 1980 legte er die erste und am 21. September 1983 die ewige Profess ab. Am 14. September 1984 empfing er durch den Erzbischof von San Juan de Puerto Rico, Luis Kardinal Aponte Martínez, das Sakrament der Priesterweihe.
Nach der Priesterweihe war er in Madrid, Mayagüez und in San Juan in der Pfarrseelsorge tätig. Bis zu seiner Ernennung zum Bischof war er Pfarrer in Santurce und Bischofsvikar der Seelsorgezone San Juan-Santurce. Er gehörte dem Priesterrat, dem Pastoralrat und dem Exekutivrat des Erzbistums San Juan de Puerto Rico an.
Papst Franziskus ernannte ihn am 16. Mai 2020 zum Bischof von Fajardo-Humacao. Der Erzbischof von San Juan de Puerto Rico, Roberto Octavio González Nieves OFM, spendete ihm am 15. August desselben Jahres die Bischofsweihe. Mitkonsekratoren waren der Bischof von Caguas, Eusebio Ramos Morales, und   der Bischof von Ponce, Rubén Antonio González Medina CMF.